# Тенюх, Игорь Иосифович
Игорь Иосифович Тенюх (укр. Тенюх Ігор Йосипович; род. 23 мая 1958, Стрый, Дрогобычская область) — украинский военачальник, адмирал. Член ВО Свобода.
Исполняющий обязанности министра обороны Украины (27 февраля — 25 марта 2014). Командующий Военно-морскими силами Украины (2006—2010).

## Биография
Игорь Иосифович Тенюх родился в 1958 году в городе Стрый.
В 1982 году окончил Ленинградское высшее военно-морское училище имени М. В. Фрунзе.
Офицерскую службу начал в должности командира боевой части корабля.
С 1983 по 1991 год — командир рейдового тральщика, командир перегонного экипажа, старший помощник командира морского тральщика, командир морского тральщика «Сигнальщик», начальник отдела хранения вооружения и техники базы минного и противолодочного вооружения.

### Служба в ВМС Украины
В конце 1991 года Игорь Тенюх был первым в новой украинской армии морским офицером, который вошел в орггруппу по созданию министерства обороны Украины под руководством первого министра Константина Морозова.
В 1991 году принимал участие в разработке законопроектов о создании Вооруженных Сил Украины в составе Комиссии Верховной Рады Украины по вопросам обороны и государственной безопасности.
В 1991—1995 годах — старший офицер отдела обеспечения боевых действий управления ВМС Минобороны Украины, начальник отдела направлений управления ВМС Главного штаба ВС Украины, начальник отдела направлений Главного оперативного управления Генерального штаба ВС Украины.
В 1994 году окончил Военный институт иностранных языков Министерства обороны США, а в 1997 году — факультет подготовки специалистов оперативно-стратегического уровня Академии Вооруженных Сил Украины.
С 1997 года состоял в должностях командира 1-й бригады надводных кораблей, руководителя организационной группы по формированию эскадры разнородных сил, командира 4-й эскадры разнородных сил ВМС ВС Украины.
В 2002 году выполнял обязанности командующего многонациональными военно-морскими учениями Blackseafor.
Активный участник Оранжевой революции, был членом Комитета национального спасения, возглавляемого Виктором Ющенко.

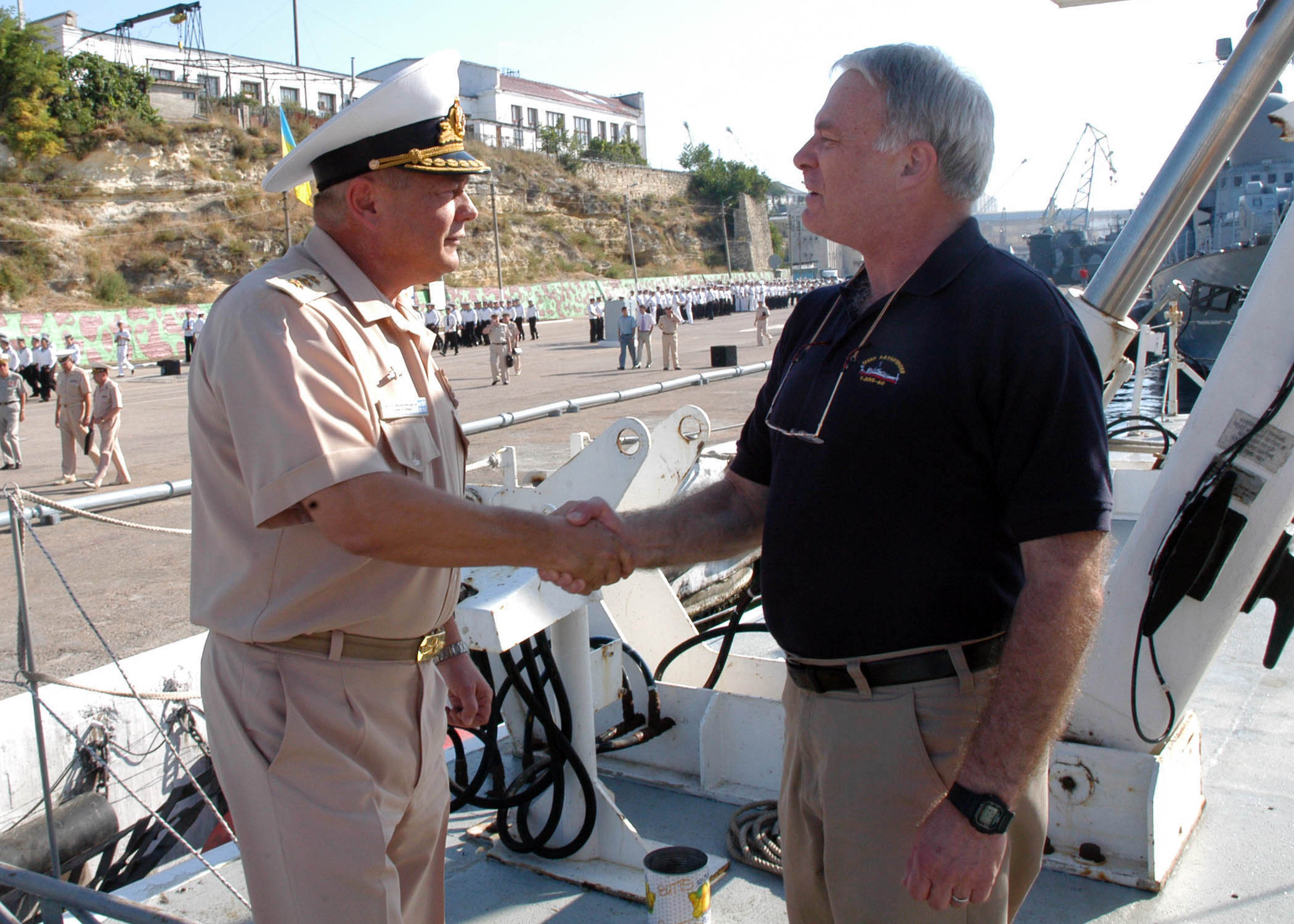
Командующий ВМСУ, 2008 год

18 июля 2005 года подал в отставку, объясняя своё решение нежеланием принимать участие в «разрушении и уничтожении ВМС».
С ноября 2005 года занимал должность заместителя начальника Генерального штаба ВС Украины.
23 марта 2006 года Указом Президента Украины № 252/2006 назначен командующим Военно-морских сил ВСУ. Был противником базирования Черноморского флота РФ в Крыму.
С 23 июня 2006 года — вице-адмирал.
Указом № 741/2008 от 20 августа 2008 года Президент Виктор Ющенко присвоил воинское звание «адмирал» командующему Военно-морских сил Вооруженных сил вице-адмиралу Игорю Тенюху.
Указом № 357/2010 от 17 марта 2010 года освобождён от должности командующего Военно-морскими силам Украины, с зачислением в распоряжение Министра обороны Украины.
Указом № 588/2010 от 30 апреля 2010 года уволен с военной службы в запас по состоянию здоровья с правом ношения военной формы одежды.

### Исполняющий обязанности Министра обороны Украины

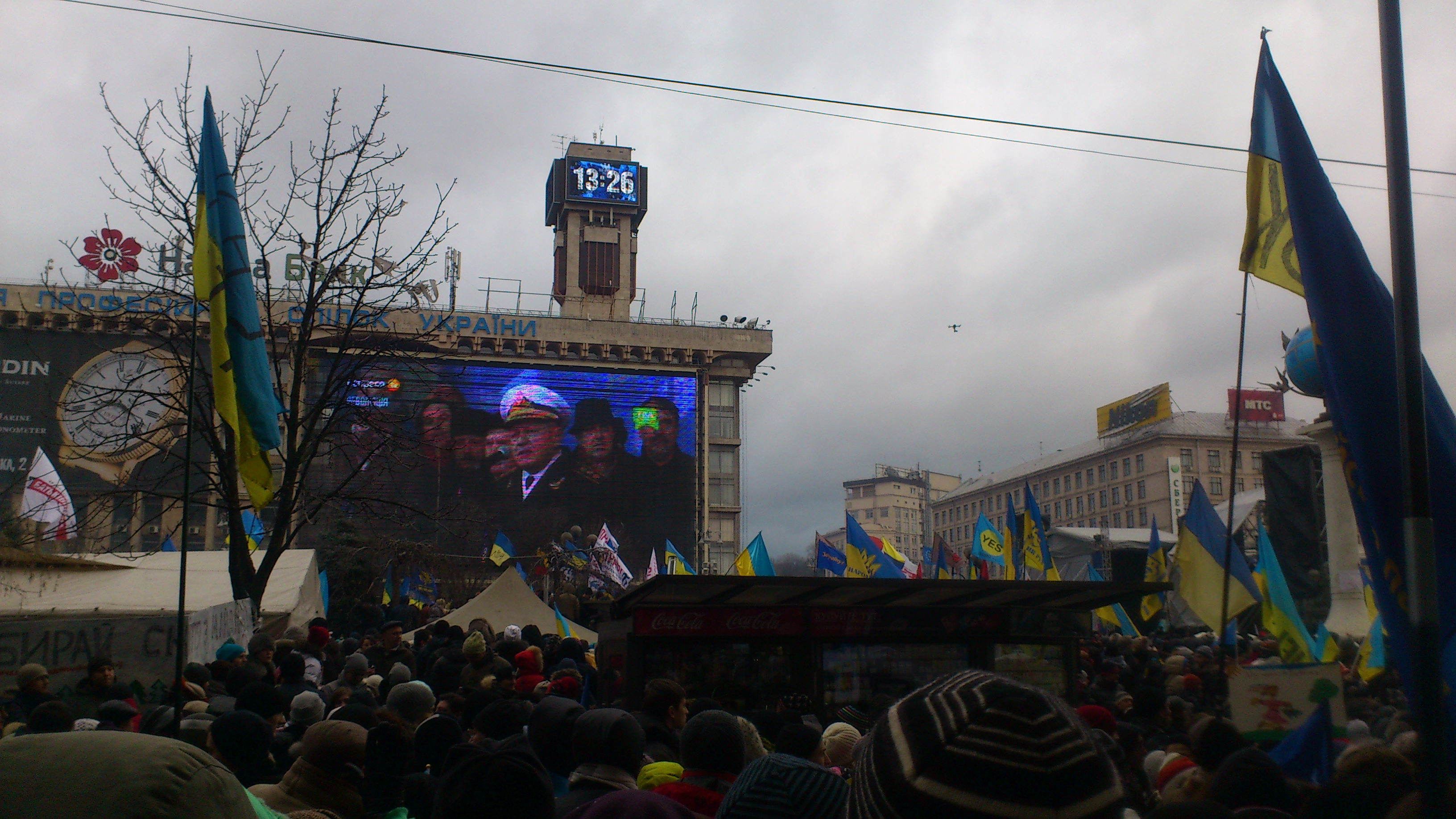
Игорь Тенюх зачитывает присягу Украины на сцене Евромайдана, 8 декабря 2013 года

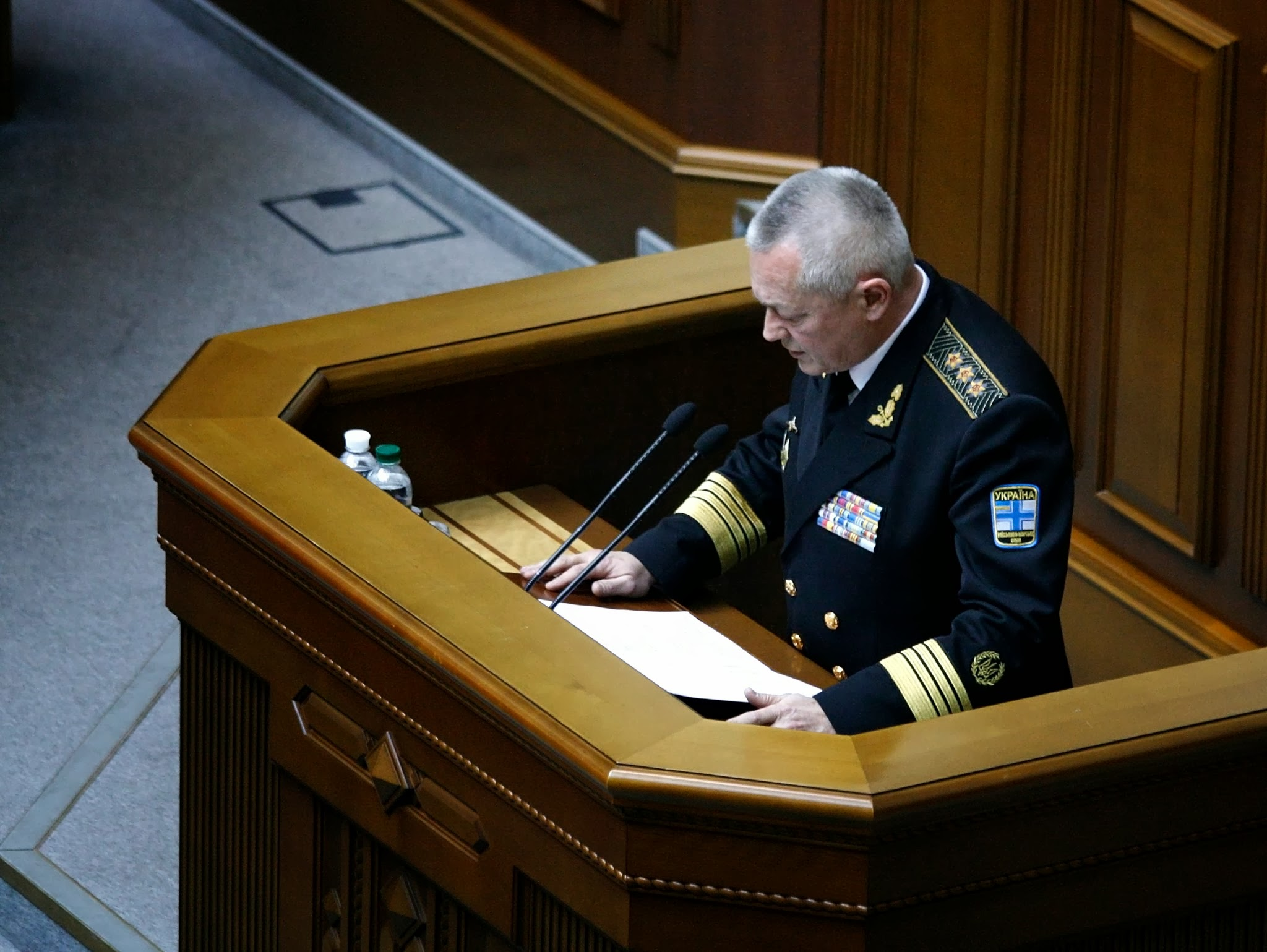
Выступление в Верховной Раде,
11 марта 2014 года

Являлся активным участником Евромайдана. После смены власти на Украине, 27 февраля 2014 года назначен исполняющим обязанности министра обороны в правительстве Арсения Яценюка.
Начиная со 2 марта 2014 года, украинские войсковые части и корабли ВМСУ, расположенные на территории Автономной Республики Крым, оказались заблокированными появившимися на полуострове вооружёнными подразделениями в военной форме без знаков различия, а также частично гражданскими лицами, называвшими себя «отрядами самообороны Крыма». Военнослужащие ВС Украины активного сопротивления при этом не оказывали. 11 марта 2014 года Игорь Тенюх сделал в Верховной Раде Украины заявление, в котором утверждал, что «вооружённые силы Украины не имеют юридического права начать военные действия в Крыму», поскольку «де-юре открытой агрессии России нет, так как Российская Федерация официально не признаёт ответственность за военное вторжение». Также Тенюх заявил, что в такой ситуации «применение вооружённых сил Украины в Крыму без объявления военного положения влечёт уголовную ответственность». Позднее министр объяснил отсутствие сопротивления украинских военных тем, что приказ, отданный 3 марта 2014 года и разрешающий использование оружия для самообороны, а также повторный приказ, отданный после гибели украинского военнослужащего, фактически не выполнялся с целью недопущения кровопролития. Нерешительные действия военных на местах Тенюх объяснил недостаточным вниманием к военной подготовке в течение последних лет, а также отметил слабую моральную обстановку среди контрактников. 23 марта он заявил о подготовке приказа о выводе некоторых частей и семей военнослужащих с территории Крыма.
Некоторыми депутатами Верховной Рады Украины Тенюху был предъявлен ряд претензий — дезинформация руководства страны, утверждения, что он находился на связи с командирами в Крыму, тогда как ни один из руководителей генштаба Украины не пытался связаться с командирами воинских частей на полуострове. 25 марта 2014 года на утреннем заседании Верховной Рады адмирал Тенюх сам подал в отставку. За его увольнение проголосовало 197 депутатов (при необходимом минимуме в 226 голосов), в тот же день при повторном голосовании его отставка была принята голосами 228 депутатов.
Вместо Игоря Тенюха Верховная Рада Украины утвердила в должности и. о. министра обороны Украины генерал-полковника Михаила Коваля.
Вечером 27 марта 2014 года отряды Правого сектора пикетировали Верховную Раду Украины. Среди основных требований — трибунал над Игорем Тенюхом.

## Награды
- Орден «За заслуги» III ст. (20 августа 2007 года)[12]
- Медаль «За военную службу Украине» (23 ноября 1998 года)[13]
- Орден «За службу Родине в Вооружённых Силах СССР» III ст.